# アラン・ペイトン
アラン・ペイトン(Alan Paton、1903年1月11日 - 1988年4月12日)は南アフリカのイギリス系の作家であり、政治家。

## 来歴
南アフリカのピーターマリッツバーグに生まれた。アパルトヘイト政策反対を最初から訴えていた白人だった。黒人の少年院の院長をしていたこともあり、人種差別や人権侵害と生涯戦った。『叫べ、愛する国よ』(1948年)は1951年、ゾルタン・コルダ監督により映画化され、ペイトン自身が脚本を担当した。また、1995年、ダレルニンエ—ムズ・ルート監督により映画化され(邦題『輝きの大地』)、ほかに、ミュージカルやオペラも制作された。

## 著作
- Cry, the Beloved Country, 1948
  - 『叫べ、愛する国よ』村岡花子訳　聖文社 1962年